# ÖBB

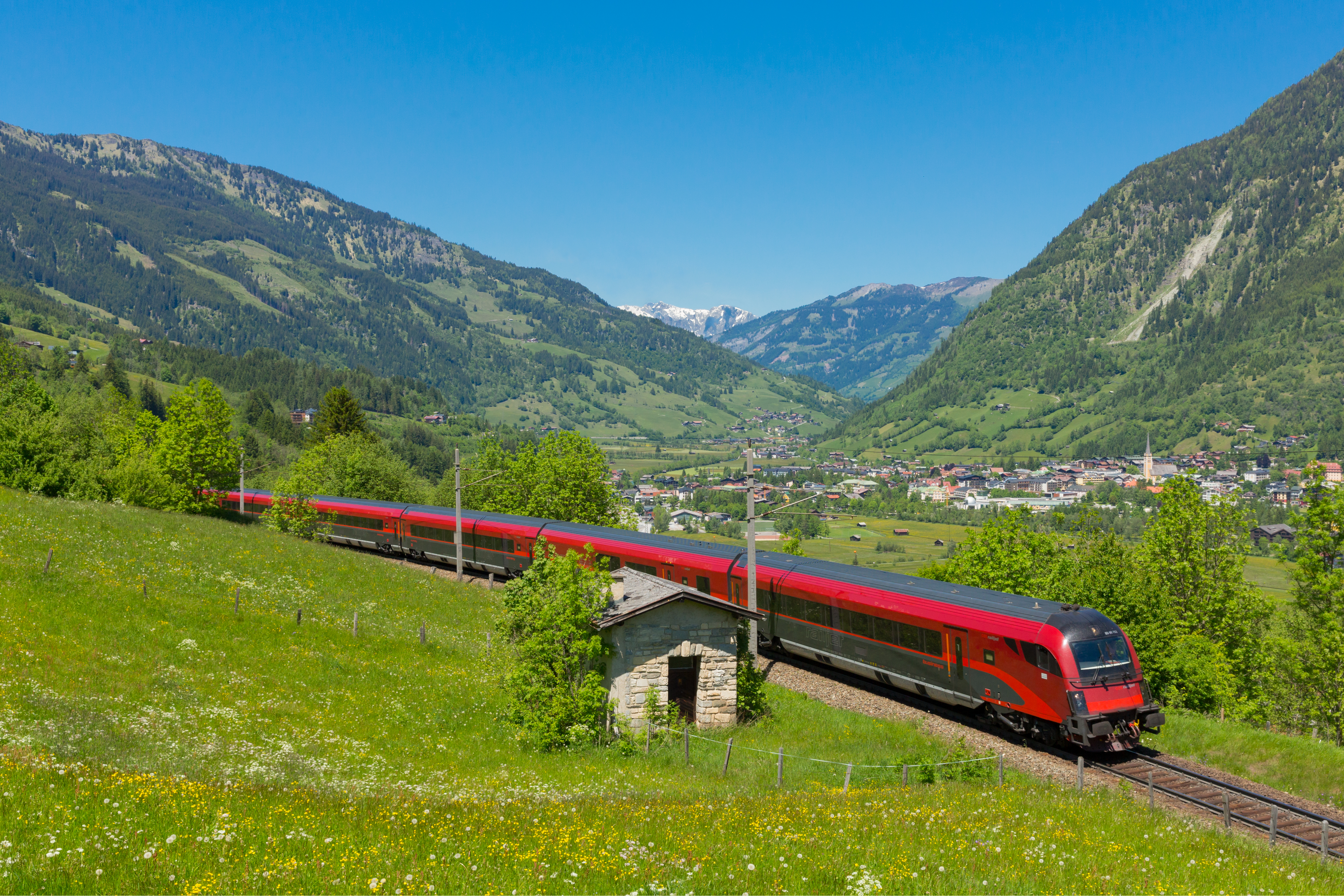
Railjet på Tauernbanan.

ÖBB, Österreichische Bundesbahnen (Österrikiska förbundsjärnvägarna), den österrikiska statliga järnvägen.
Från 1882 skedde ett stegvist förstatligande av järnvägsnätet i dåtidens Österrike-Ungern, varpå die Kaiserlich-königlichen österreichischen Staatsbahnen skapades. 1923 skapades Österreichische Bundesbahnen. Då förkortningen ÖBB då var upptagen av Oensingen-Balsthal-Bahn i Schweiz användes förkortningen BBÖ och namnet Bundesbahnen Österreich. 1938 övertogs Österrikes järnvägar av Tysklands Deutsche Reichsbahn. 1947 återskapades ÖBB. Nätet återuppbyggdes och elektrifierades. 
ÖBB upplevde liksom många järnvägsbolag i Europa en nedgång i popularitet under 1960-talet genom den ökade konkurrensen från privatbilismen och även på transportsidan.
Sedan 1990-talet har ÖBB genomfört ett omfattande investeringsprogram kallat Bahnhofsoffensive med målet att modernisera de större järnvägsstationerna. ÖBB har även öppnat helt nya stationer som Salzburgs nya centralstation och Wiens centralstation 2014. ÖBB har också moderniserat sitt utbud genom lanseringen av det nya höghastighetståget Railjet.
2004 omorganiserades verksamheten som en koncern, ÖBB Holding AG.